# Кембл-Купер, Лиллиан
Ли́ллиан Кембл-Ку́пер (англ. Lillian Kemble-Cooper; 21 марта 1892, Лондон, Англия, Великобритания — 4 мая 1977, Лос-Анджелес, Калифорния, США) — британская актриса.

## Биография
Лиллиан Кембл-Купер родилась 21 марта 1892 года в Лондоне (Англия, Великобритания) в семье театрального актёра Фрэнка Кембл-Купера, представителя театральной актёрской династии Кембл, которые были ведущими актёрами британских театральных сцен на протяжении шести десятилетий. Её две сестры и брат, Вайолет Кембл-Купер (12.12.1886—17.08.1961), Грета Кембл-Купер и Энтони Кембл-Купер (06.02.1904—09.01.2000), также были актёрами.
В 1906—1950 годы она появилась в 17-ти постановках на Бродвее. В 1916—1964 годы сыграла в 29-ти фильмах и телесериалах. В кино наиболее известна коротким появлением в роли няни Бонни Блю Батлер в Лондоне в фильме «Унесённые ветром» (единственная неамериканская исполнительница в фильме).
Первые два брака Лиллиан, первый с актёром Чарльзом Маккеем (1867—1935) и второй с пилотом ПМВ Луи Бернхаймером, окончились разводом. 26 октября 1936 года Кембл-Купер вышла замуж в третий раз за актёра Гая Бейтса Поста (1875—1968) и была за ним замужем почти 32 года до его смерти.
85-летняя Лиллиан скончалась 4 мая 1977 года в Лос-Анджелесе (штат Калифорния, США).

## Избранная фильмография
| Год  |   | Русское название            | Оригинальное название     | Роль                            |
| ---- | - | --------------------------- | ------------------------- | ------------------------------- |
| 1939 | ф | Унесённые ветром            | Gone with the Wind        | няня Бонни Блю Батлер в Лондоне |
| 1955 | ф | Мунфлит                     | Moonfleet                 | Мэри Хикс                       |
| 1956 | с | Альфред Хичкок представляет | Alfred Hitchcock Presents | Миссис Синклер                  |
| 1956 | ф | День «Д», 6 июня            | D-Day the Sixth of June   | британская медсестра            |
| 1957 | с | Программа Джека Бенни       | The Jack Benny Program    | горничная Ирма                  |
| 1964 | ф | Моя прекрасная леди         | My Fair Lady              | леди-посланница                 |